# To Aru Majutsu no Index
To Aru Majutsu no Index (jap. とある魔術の禁書目録, To Aru Majutsu no Indekkusu, dt. „Ein gewisser magischer Index“) ist eine Light-Novel-Reihe, die von Kazuma Kamachi geschrieben und von Kiyotaka Haimura illustriert wird. Die erste Ausgabe wurde am 10. April 2004 veröffentlicht. Die Reihe wurde durch diverse Medien adaptiert. Dazu gehören zwei Manga-Reihen, ein Hörspiel, diverse Musikveröffentlichungen und eine Adaption als Anime-Fernsehserie durch J.C.Staff.

## Handlung
In der Welt von To Aru Majutsu no Index existieren sowohl Menschen mit übernatürlichen Fähigkeiten als auch Magie. Die Stadt Academy City, in der der Schüler Tōma Kamijō lebt, dient der Erforschung dieser Fähigkeiten. Fast alle Menschen besitzen besondere Fähigkeiten und werden nach ihrer militärischen Verwendbarkeit in Level eingeteilt. Personen mit Level 0 haben so gut wie keine besonderen Fähigkeiten; mit dem Level 5 werden stark ausgeprägte Fähigkeiten angegeben. Tōma Kamijō selbst wird mit Level 0 klassifiziert, besitzt aber die stark unterschätzte Fähigkeit, mit seiner rechten Hand magische und psychische Kräfte zu negieren. Diese passive Fähigkeit, die Imagine Breaker genannt wird, verleiht ihm jedoch keine Angriffsvorteile, sodass er sich im Nahkampf mit seinen Fäusten zur Wehr setzen müsste.
An einem normalen Schultag kehrt Tōma zu seiner Wohnung zurück und trifft dort auf die vollkommen erschöpfte Index, die an seinem Balkongitter hängt. Es stellt sich heraus, dass sie eine Nonne der Church of England ist und dass in ihrem Geist magische Texte des Index Librorum Prohibitorum abgelegt wurden, welche die Kirche aus dem freien Umlauf entfernen wollte. Da ihr Kopf mit so zahlreichen Informationen vollgestopft ist und sie damit eine wandelnde Bibliothek darstellt, hat sie viele Feinde, die sich für das Wissen interessieren. Als Tōma sie bei sich aufnimmt, macht er sich ebenfalls viele Feinde und muss von nun an in einer Welt voller verrückter wissenschaftlicher Ideen und Magie sein Leben und das von Index verteidigen. Gleichzeitig gewinnt er neue Freunde, die ihn dabei unterstützen, und er kommt Stück für Stück hinter die Geheimnisse von Academy City und Index.

## Entstehung und Veröffentlichungen
Die Light-Novel-Reihe wird von Kazuma Kamachi geschrieben und von Kiyotaka Haimura illustriert und erscheint beim Publisher ASCII Media Works unter dem Label Dengeki Bunko. Die erste Ausgabe wurde am 10. April 2004 veröffentlicht. Von der ersten Hauptreihe erschienen bis zum 10. Oktober 2010 insgesamt 22 Bände mit einer Veröffentlichungsrate von einem Band alle 3½ Monate, wobei beispielsweise der zweite Band mit seinen mehr als 300 Seiten binnen 17 Tagen geschrieben wurde. Seit dem 10. März 2011 wird diese fortgesetzt durch die neue Reihe Shin’yaku: To Aru Majutsu no Index (新約 とある魔術の禁書目録, „Das neue Testament: ~“), von der bisher (Stand: Oktober 2017) 19 Bände erschienen.
Zusätzlich wurden drei Sonderausgaben mit Kurzgeschichten veröffentlicht, die Nebengeschichten der eigentlichen Handlung darstellen.
Hauptreihe
- Bd. 01: ISBN 4-8402-2658-X, 10. April 2004
- Bd. 02: ISBN 4-8402-2701-2, 10. Juni 2004
- Bd. 03: ISBN 4-8402-2785-3, 10. September 2004
- Bd. 04: ISBN 4-8402-2858-2, 10. Dezember 2004
- Bd. 05: ISBN 4-8402-3025-0, 10. April 2005
- Bd. 06: ISBN 4-8402-2973-2, 10. Juli 2005
- Bd. 07: ISBN 4-8402-3205-9, 10. November 2005
- Bd. 08: ISBN 4-8402-3269-5, 10. Januar 2006
- Bd. 09: ISBN 4-8402-3385-3, 10. April 2006
- Bd. 10: ISBN 4-8402-3428-0, 10. Mai 2006
- Bd. 11: ISBN 4-8402-3581-3, 10. Oktober 2006
- Bd. 12: ISBN 978-4-8402-3683-6, 10. Januar 2007
- Bd. 13: ISBN 978-4-8402-3801-4, 10. April 2007
- Bd. 14: ISBN 978-4-8402-4062-8, 10. November 2007
- Bd. 15: ISBN 978-4-8402-4145-8, 10. Januar 2008
- Bd. 16: ISBN 978-4-04-867086-9, 10. Juni 2008
- Bd. 17: ISBN 978-4-04-867591-8, 10. März 2009
- Bd. 18: ISBN 978-4-04-867897-1, 10. Juli 2009
- Bd. 19: ISBN 978-4-04-868069-1, 10. November 2009
- Bd. 20: ISBN 978-4-04-868393-7, 10. März 2010
- Bd. 21: ISBN 978-4-04-868762-1, 10. August 2010
- Bd. 22: ISBN 978-4-04-868972-4, 10. Oktober 2010

Fortsetzung – Shin’yaku: To Aru Majutsu no Index
- Bd. 01: ISBN 978-4-04-870319-2, 10. März 2011
- Bd. 02: ISBN 978-4-04-870738-1, 10. August 2011
- Bd. 03: ISBN 978-4-04-886240-0, 10. Dezember 2011
- Bd. 04: ISBN 978-4-04-886373-5, 10. März 2012
- Bd. 05: ISBN 978-4-04-886978-2, 10. Oktober 2012
- Bd. 06: ISBN 978-4-04-891253-2, 10. Januar 2013
- Bd. 07: ISBN 978-4-04-891604-2, 10. Mai 2013
- Bd. 08: ISBN 978-4-04-891904-3, 10. September 2013
- Bd. 09: ISBN 978-4-04-866222-2, 10. Januar 2014
- Bd. 10: ISBN 978-4-04-866532-2, 10. Mai 2014
- Bd. 11: ISBN 978-4-04-866938-2, 10. Oktober 2014
- Bd. 12: ISBN 978-4-04-869333-2, 10. März 2015
- Bd. 13: ISBN 978-4-04-865244-5, 10. Juli 2015
- Bd. 14: ISBN 978-4-04-865507-1, 10. November 2015
- Bd. 15: ISBN 978-4-04-865884-3, 9. April 2016
- Bd. 16: ISBN 978-4-04-892251-7, 10. August 2016
- Bd. 17: ISBN 978-4-04-892486-3, 10. November 2016
- Bd. 18: ISBN 978-4-04-892893-9, 10. Mai 2017
- Bd. 19: ISBN 978-4-04-893405-3, 7. Oktober 2017

Sonderausgaben
- SS0: ISBN 978-4-8402-3912-7, 10. Juli 2007
- SS2: ISBN 978-4-04-867342-6, 10. November 2008
- SP0: ISBN 978-4-04-870775-6, 10. August 2011

Bis Ende 2012 wurden 14 Millionen Buchexemplare von der Reihe verkauft.
So wurden von Shin’yaku: To Aru Majutsu no Index von November 2011 bis November 2012 wurden 690.000 Exemplare verkauft, wodurch sie Platz 5 der meistverkauften Light-Novel-Reihen des Jahres erreichte. Bis November 2013 kamen 650.000 weitere hinzu, wodurch sie auf Platz 6 landete. Hinzu kamen 160.000 weitere Exemplare der ersten Reihe (Platz 30).
Die Hauptreihe wird seit November 2014 auf Englisch von Yen Press veröffentlicht.

## Adaptionen

### Hörspiel
Aufbauend auf dem Szenario der Light Novels wurde im November 2007 ein Hörspiel veröffentlicht. Bereits vorab konnte die CD nach Erwerb der 48. Ausgabe von Dengeki hp per Briefanfrage erworben werden. Die Handlung teilt sich in zwei Teile. Der erste Teil wurde ursprünglich als Radiosendung von Dengeki Taishō übertragen und handelt von einem Aufeinandertreffen zwischen einem selbsternannten „ehemaligen“ Magier mit Tōma Kamijō und Index. Der zweite Teil konzentriert sich auf ein dringendes Anliegen von Mikoto Misaka und Kuroko Shirai, in dessen Zuge sie mit einem psychotischen Level 3 Mädchen von Tokiwadai konfrontiert werden.

### Manga
Die Buchreihe wurde von Chuya Kogino als gleichnamige Manga-Reihe adaptiert und erzählt die Handlung, wie sie von Kazuma Kamachi geschrieben wurde. Der noch immer fortgeführte Manga erscheint seit Juni 2007 innerhalb des Magazins Monthly Shōnen Gangan. Beginnend am 10. November 2007 wurden die einzelnen Kapitel zu Tankōbon-Ausgaben zusammengefasst. Bisher sind davon 20 Stück erschienen.
- Bd. 01: ISBN 978-4-7575-2157-5, 10. November 2007
- Bd. 02: ISBN 978-4-7575-2299-2, 10. Juni 2008
- Bd. 03: ISBN 978-4-7575-2427-9, 22. November 2008
- Bd. 04: ISBN 978-4-7575-2512-2, 21. März 2009
- Bd. 05: ISBN 978-4-7575-2677-8, 27. Oktober 2009
- Bd. 06: ISBN 978-4-7575-2870-3, 22. Mai 2010
- Bd. 07: ISBN 978-4-7575-3053-9 bzw. ISBN 978-4-7575-3047-8, 12. November 2010
- Bd. 08: ISBN 978-4-7575-3223-6, 22. Januar 2011
- Bd. 09: ISBN 978-4-7575-3473-5, 21. Januar 2012
- Bd. 10: ISBN 978-4-7575-3689-0, 22. August 2012
- Bd. 11: ISBN 978-4-7575-3875-7, 22. Februar 2013
- Bd. 12: ISBN 978-4-7575-4034-7, 27. August 2013

Auf der Romanserie aufbauend entstand ein Spin-off mit dem Titel To Aru Kagaku no Railgun (とある科学の超電磁砲, To Aru Kagaku no Rērugan, dt. „Eine gewisse wissenschaftliche Railgun“), welche sich besonders auf Mikoto Misaka, ihre Mitbewohnerin und ihre Freunde konzentriert und zeitlich vor und während der Hauptserie angesiedelt ist. Im Jahr 2009 wurde der Manga als eigenständige Anime-Fernsehserie mit gleichem Titel adaptiert und im Jahr 2010 als OVA. Seit April 2013 wurde eine zweite Serie mit dem Titel To Aru Kagaku no Railgun S begonnen.
Im August 2013 wurde ein weiteres Spin-off mit dem Titel To Aru Kagaku no Accelerator (とある科学の一方通行（アクセラレータ）, To Aru Kagaku no Akuserarēta, dt. „Ein gewisser wissenschaftlicher Beschleuniger“) angekündigt. Der von Arata Yamaji geschriebene und gezeichnete Manga soll am 27. Dezember 2013 in der Februar-Ausgabe des Manga-Magazins Comic Dengeki Daiō starten.

### Anime
Erstmals wurde die Anime-Umsetzung am 3. Juni 2008 innerhalb der 16. Ausgabe der Light-Novel-Reihe angekündigt. Seit dem 7. Juli 2008 wurden erste Trailer auf der offiziellen Website gezeigt. Das Animationsstudio J.C.Staff produzierte unter der Regie von Hiroshi Nishikiori eine 24-teilige Anime-Fernsehserie. Der Erstausstrahlungsbeginn war am 5. Oktober 2008 kurz nach Mitternacht (und damit am vorigen Fernsehtag) auf dem Sendern Chiba TV, wobei binnen zwei Stunden TV Kanagawa und MBS folgten. AT-X überholte diese Sender, so dass die letzte Folge dort am 19. März 2009 ausgestrahlt wurde, bei den vorgenannten jedoch erst am 22. März. Weitere Sender, die etwa gleichzeitig ausstrahlten, waren TV Saitama und CBC sowie Streaming auf Movie Gate und Bandai Channel.
Die Folgen 1 bis 6 entsprechen dabei Band 1, die Folgen 7 bis 9 Band 2, die Folgen 10 bis 14 Band 3, die Folgen 15 bis 17 Band 4, die Folgen 18 bis 20 den ersten drei Kapiteln von Band 5 und die Folgen 21 bis 24 Band 6.
Innerhalb Japans erschien die Serie auf acht DVDs und Blu-Rays, von denen jede drei Folgen enthielt. Sie wurden vom 23. Januar bis zum 21. August 2009 von Geneon Entertainment veröffentlicht.
Die Fortsetzung To Aru Majutsu no Index II wurde vom 8. Oktober 2010 bis 1. April 2011 auf AT-X im japanischen Fernsehen zuerst ausgestrahlt, aber währenddessen auch auf Tokyo MX, TV Saitama, Chiba TV, MBS, TV Kanagawa, CBC, sowie Streaming auf Nico Nico Channel und ShowTime. Auch hier erschienen acht DVDs und Blu-Rays vom 26. Januar bis 22. September 2011.
Die Folge 1 entspricht dabei dem letzten Kapitel von Band 5, die Folgen 2 bis 5 Band 7, die Folgen 6 bis 7 Band 8, die Folgen 8 bis 10 Band 9, die Folgen 10 bis 13 Band 10, die Folgen 14 bis 16 Band 11, die Folgen 17 bis 23 Band 13 und die Folgen 23 bis 24 Band SS1.
Am 23. Februar 2013 erschien der Kinofilm To Aru Majutsu no Index – Endymion no Kiseki (劇場版 とある魔術の禁書目録 -エンデュミオンの奇蹟-, Gekijōban To Aru Majutsu no Indekkusu – Endyumiōn no Kiseki) in Japan. Dieser spielte am Eröffnungswochenende in den 30 aufführenden Kinos 101 Millionen Yen ein und war damit der dritterfolgreichste.
Ab 2023 werden nach und nach die ersten beiden Staffeln von Animoon Publishing in deutscher Sprache auf Blu-Ray und DVD veröffentlicht.

#### Synchronisation
| Rolle                 | japanischer Sprecher (Seiyū) |
| --------------------- | ---------------------------- |
| Tōma Kamijō           | Atsushi Abe                  |
| Index                 | Yuka Iguchi                  |
| Mikoto Misaka         | Rina Satō                    |
| Kuroko Shirai         | Satomi Arai                  |
| Kazari Uiharu         | Aki Toyosaki                 |
| Aisa Himegami         | Mamiko Noto                  |
| Misaka Imōto / #10032 | Nozomi Sasaki                |
| Maika Tsuchimikado    | Misato Fukuen                |
| Accelerator           | Nobuhiko Okamoto             |
| Komoe Tsukuyomi       | Kimiko Koyama                |
| Stiyl Magnus          | Kishō Taniyama               |
| Kaori Kanzaki         | Shizuka Itō                  |
| Sherry Cromwell       | Akeno Watanabe               |
| Laura Stuart          | Ayako Kawasumi               |
| Agnese Sanctis        | Rie Kugimiya                 |

#### Musik
Die Musik des Animes wurde von Maiko Iuchi von I’ve Sound produziert. Im Anime wurden vier verschiedene Titel für den Vor- und Abspann verwendet. Der erste Vorspann war PSI-missing von Mami Kawada und wurde innerhalb der ersten 16 Folgen verwendet. Der zweite Vorspann war Masterpiece und wurde ebenfalls von Mami Kawada interpretiert. Der erste Abspann wurde mit dem Titel Rimless – Fuchinashi no Sekai (Rimless 〜フチナシノセカイ〜) von IKU unterlegt und in den ersten 19 Folgen verwendet. Der zweite Abspann war Chikaigoto – Sukoshi Dake Mō Ichido (誓い言 ～スコシだけもう一度～), der von der gleichen Sängerin interpretiert wurde. Die beiden Vorspanntitel wurden als gleichnamige Singles am 29. Oktober 2008 und 4. Februar 2009 veröffentlicht. Ebenso wurden beide Abspanntitel am 26. November 2008 und 25. Februar 2009 publiziert.
Aus dem Anime gingen zudem zwei Soundtrack-Alben hervor. Dies waren To Aru Majutsu no Index Original Soundtrack 1 – ELECTROMASTER (とある魔術の禁書目録 Original Soundtrack 1 – ELECTROMASTER, 23. Januar 2009) und To Aru Majutsu no Index Original Soundtrack 2 – Dedicatus545 (とある魔術の禁書目録 Original Soundtrack 2 – Dedicatus545, 24. April 2009).